# Maus (komiks)
Maus. Opowieść ocalałego (ang. Maus: A Survivor’s Tale) – powieść graficzna autorstwa amerykańskiego rysownika Arta Spiegelmana, uhonorowana w 1992 roku Nagrodą Pulitzera. Została wydana w wielu krajach świata, w Polsce w roku 2001.
Wszystkie postacie w komiksie są przedstawione w formie zwierząt, które metaforycznie symbolizują ich narodowości. I tak Żydzi są przedstawieni jako myszy, skazane na zagładę przez koty, obrazujące Niemców. Polacy zostali przedstawieni jako świnie, Francuzi jako żaby, Amerykanie – psy, Brytyjczycy – ryby, Cyganie – ćmy, Szwedzi zaś jako jelenie.
Komiks został wydany w Polsce przez specjalnie do tego celu powołaną oficynę wydawniczą założoną przez Piotra Bikonta, dziennikarza Gazety Wyborczej.

## Opis
Jest to komiksowa opowieść oparta na prawdziwych wydarzeniach z życia mieszkających w Nowym Jorku Arta Spiegelmana oraz jego ojca – Władka Szpigelmana, polskiego Żyda, który ocalał z Holocaustu, ale okupił to znacznymi zmianami w swoim charakterze. Trudna osobowość Władka zawsze powodowała liczne komplikacje pomiędzy nim a jego synem Artiem – młodym rysownikiem, mającym za sobą pobyt w zakładzie psychiatrycznym. Poprzez realizację komiksu i wywiady z ojcem młody Art stara się zrozumieć historię swojego ojca oraz jego życiowe postępowanie, które doprowadziło do tak wielu konfliktów w przeszłości. Samobójstwo żony Władka i matki Artiego – Andzi w USA w 1968 roku na skutek powracających w jej głowie koszmarów wojny przeżytej w Polsce, utrata całej licznej rodziny podczas II wojny światowej (w tym starszego syna – Rysia), pobyt w obozie koncentracyjnym w Auschwitz (od marca 1944 r. do stycznia 1945 r.) uczyniły z Władka człowieka nieufnego wobec świata i ludzi, oszczędnego do granic chorobliwego skąpstwa, nieprzyjemnego dla bliskich i stale doszukującego się spisku w działaniach drugiej żony – Mali. Rozmowy ojca z synem stają się jednak podstawą do uporządkowania skomplikowanych relacji między nimi oraz próbą przedstawienia czasów Holocaustu z punktu widzenia jednostki.
Znaczna część akcji utworu ma miejsce w getcie sosnowieckim.

## Postacie
Art Spiegelman (imię hebrajskie Icchak Awraham ben Ze'ew Spiegelman) – rysownik, drugi syn Władka i Andzi Szpigelmanów urodzony po zakończeniu wojny w Szwecji. Wywiady z jego ojcem w nowojorskim Queens są głównym wątkiem powieści. Celem tworzenia Maus jest dla Arta  uzyskanie pełnego obrazu przeżyć rodziców podczas wojny i po niej, który Władek do tej pory przed nim ukrywał, oraz ulepszenie relacji z ojcem.  
Władysław „Władek” Szpigelman (imię hebrajskie Ze'ew Szpigelman) – polski Żyd ocalały z Holokaustu, wdowiec po Andzi, ojciec Arta i zmarłego Rysia. Jest człowiekiem skąpym, skorym do narzekania i trudnym w obejściu, zwłaszcza dla swojej drugiej żony Mali. Często krytykuje Arta z różnych powodów. Choć momentami sprawia wrażenie kogoś odpychającego, w rzeczywistości jest on osobą skrzywdzoną przez los i nadal cierpiącą po utracie żony i pierworodnego syna.
Andzia Szpigelman (z domu Zylberberg, imię hebrajskie Hanna Zylberberg) – pierwsza żona Władka oraz matka Rysia i Arta wywodząca się z bogatej fabrykanckiej rodziny Zylberbergów mieszkających w Sosnowcu. Jest wrażliwa i podatna na zaburzenia emocjonalne i psychiczne: po narodzinach pierwszego syna popada w depresję poporodową i spędza z mężem kilka miesięcy w sanatorium w Czechosłowacji. Podczas wojny szczególnie cierpi przez śmierć Rysia, siostry Tosi, rodziców i niemal całej jej rodziny. Dzięki wsparciu Władka jednak znosi spotykające ją tragedie do końca wojny i podczas przeprowadzki do USA. Jej doświadczenia jednak ostatecznie doprowadzają do jej samobójstwa na krótko po opuszczeniu przez 20-letniego Arta szpitala psychiatrycznego w 1968 roku.
Rysiu Szpigelman – pierwszy syn Władka i Andzi urodzony na dwa lata przed wojną; w 1943 roku w wieku pięciu lub sześciu lat powierzony opiece ciotki Tosi w Zawierciu wraz z dwójką kuzynek. Podczas likwidacji getta i wywozu Żydów do Auschwitz Tosia otruwa troje dzieci i samą siebie, by nie dopuścić do ich śmierci w komorach gazowych. Art czuje zazdrość i kompleks niższości wobec zmarłego brata, którego uważa za „idealne dziecko” nie sprawiające kłopotów jego rodzicom w przeciwieństwie do siebie.    
Mala Szpigelman – druga żona Władka po samobójstwie Andzi, również ocalała z Holokaustu. Nie znosi charakteru oraz skąpstwa Władka, co często daje do zrozumienia Artowi podczas jego wizyt. Na początku drugiego tomu rozstaje się z Władkiem i odbiera swoją część pieniędzy z jego konta bankowego. 
Françoise Mouly – pochodząca z Francji żona Arta, która przeszła na judaizm, by uzyskać akceptację jego ojca. Wspiera małżonka podczas pracy i mimo nieporozumień z Władkiem szanuje go i współczuje mu. Art z początku nie może podjąć decyzji, pod postacią jakiego zwierzęcia ukazać ją w komiksie, choć ostatecznie decyduje się, by przedstawić ją jako mysz podobnie jak wszystkie inne żydowskie postacie.  

## Kontrowersje
Komiks Arta Spiegelmana wzbudzał od początku swojego istnienia wiele kontrowersji. Początkowo krytykowano zamysł przedstawienia wydarzeń z czasów Holocaustu jako komiksu, uznawanego przez niektórych krytyków za formę mało poważną i dziecinną. Czarno-białe rysunki, oszczędność środków wyrazu, przedstawienie tragedii prawdziwej rodziny, do destrukcji której doprowadziły wydarzenia Holocaustu, oraz oparcie całej historii na faktach oddaliły jednak te wątpliwości.
W Polsce komiks doczekał się wydania dopiero w 2001 roku – głównym powodem tak późnego pojawienia się tego dzieła na polskim rynku były oskarżenia o jego antypolski charakter. Przypisanie Polakom świńskiej twarzy oburzało wielu krytyków, którzy dopatrywali się w tym jawnej inwektywy. Również pokazanie w kilku miejscach Polaków nie tylko jako ludzi walczących z Niemcami i wspierających Żydów, lecz również jako antysemitów (scena linczu na Żydzie, który wrócił po wojnie na swoje gospodarstwo) bądź jako obozowych kapo spowodowało liczne protesty. Krytycy zaznaczali niesprawiedliwość w ocenie i podkreślali ogromne poświęcenie, jakim wykazali się Polacy w czasie II wojny światowej – za pomoc Żydom groziła śmierć.
Autor wyjaśnił, że o ile Żydzi mieli być w Rzeszy wytępieni, to Polacy, jak inni Słowianie, mieli pracować, czyli można powiedzieć, dostarczać mięso jak świnie. Byli Polacy, którzy się zachowywali źle i byli tacy, którzy zachowywali się dobrze, tak samo Żydzi.
Kongres Polonii Kanadyjskiej opublikował dogłębną krytykę, w której przedstawiono dowody na to, że komiks wytwarza i zakorzenia negatywny obraz Polaków wśród uczniów szkół kanadyjskich i amerykańskich, niemających dostatecznej lub żadnej wiedzy o drugiej wojnie światowej. Krytyczna opinia znajduje się w "The Norton Anthology of American Literature". Erin Einhorn w "The Pages In Between: A Holocaust Legacy of Two Families, One Home" opisuje antypolskie uprzedzenia u części Żydów, którzy przeżyli Holokaust w okupowanej Polsce. Ponad 200 organizacji polonijnych w USA wystąpiło w marcu 2022 do podkomisji edukacji Izby Reprezentantów przeciwko używaniu tego komiksu w szkołach.
Wilhelm Sasnal namalował pięć obrazów inspirowanych "Maus".

## Albumy
- Maus – opowieść ocalałego. Część pierwsza – Mój ojciec krwawi historią (Maus: A Survivor’s Tale. Vol. I My Father Bleeds History) – amerykańskie wydanie 1986, polskie 2001
- Maus – opowieść ocalałego. Część druga – I tu się zaczęły moje kłopoty (Maus: A Survivor’s Tale. Vol. II And Here My Troubles Began) – amerykańskie wydanie 1991, polskie 2001
- Wydanie zbiorcze: Maus (The Complete Maus) – amerykańskie wydanie 2011, polskie 2016